# Macarena Ripamonti
Macarena Carolina Ripamonti Serrano (Viña del Mar, 11 de julio de 1991) es una licenciada de ciencias jurídicas y política chilena, militante del Frente Amplio. Desde el 30 de junio de 2021 es la alcaldesa de la comuna de Viña del Mar.

## Biografía
Nacida el 11 de julio de 1991. Su nombre de nacimiento fue registrado como Macarena Molina Ripamonti, pero decidió cambiar sus apellidos como un reconocimiento hacia sus abuelos maternos (Ripamonti Serrano) y su madre, ya que fue criada por ellos. Lo anterior debido a que su padre nunca se hizo presente, tal como consta en la sentencia del juzgado civil.
Estudió su enseñanza básica y media en la escuela 15 República del Ecuador y el colegio Aconcagua de Quilpué. Es la primera generación profesional de su familia, ingresó a estudiar Derecho obteniendo el grado académico de Licenciada en Ciencias Jurídicas de la Universidad de Viña del Mar. Estudió un segundo grado académico cursando un magíster en Filosofía con mención filosofía contemporánea en la Universidad de Valparaíso. Desde 2015 integró el Centro de Estudios Políticos y Constitucionales de Valparaíso (CEPC) como investigadora. Trabajó como asesora técnica parlamentaria en la Cámara de Diputados. Para costear sus estudios, trabajó como mesera y vendedora de retail.
También trabajó como DJ en diversas fiestas electrónicas en la Región de Valparaíso, presentándose con su seudónimo de «Maca Ripa», apócope de su nombre y apellido.

## Carrera política

### Alcaldesa de Viña del Mar

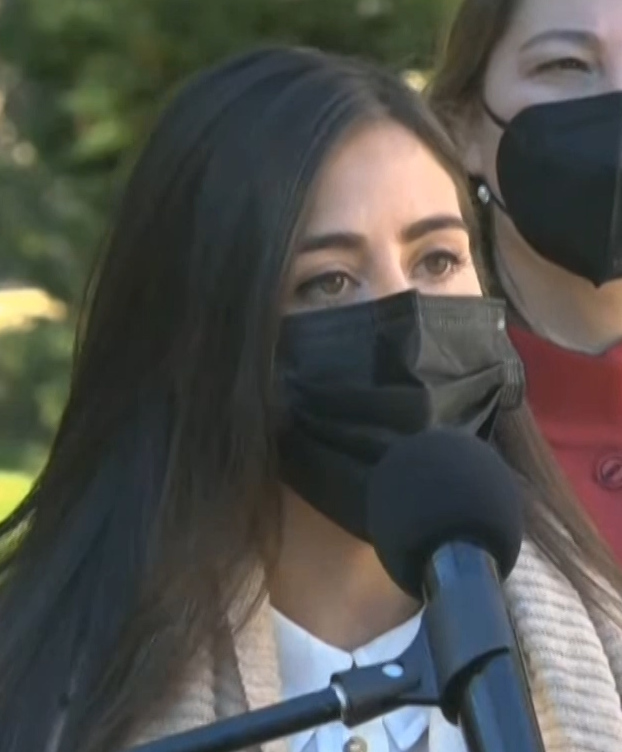
Ripamonti, antes de asumir la alcaldía, el 28 de junio de 2021.

El 29 de noviembre de 2020 ganó las elecciones primarias del Frente Amplio, como representante del partido Revolución Democrática, para participar en las elecciones municipales al cargo de alcalde de Viña del Mar.
En las elecciones municipales de 2021, realizadas el 15 y 16 de mayo de 2021 obtuvo un 39% de los votos, convirtiéndose en la segunda mujer en la ciudad en acceder al cargo a través de la vía electoral tras Virginia Reginato, y la tercera en ejercerlo (la primera fue Eugenia Garrido, designada durante la dictadura militar). 
Asumió sus funciones oficialmente el 30 de junio de 2021 con 29 años de edad, sucediendo de esta forma a Virginia Reginato, quien llevaba 16 años y 6 meses al mando del municipio viñamarino.
En el año 2024 se lanza nuevamente como candidata resultando con un resultado positivo por parte de los votantes y ganando las elecciones ante el arquitecto, Iván Poduje.
Asumió su segundo periodo el 6 de diciembre de ese mismo año.

## Historial electoral
| Año  | Tipo                  | Territorio   | Pacto               | Partido | Votos   | %     | Resultado |
| ---- | --------------------- | ------------ | ------------------- | ------- | ------- | ----- | --------- |
| 2020 | Primarias municipales | Viña del Mar | Frente Amplio       | RD      | 4841    | 64.57 | Nominada  |
| 2021 | Municipales           | Viña del Mar | Frente Amplio       | RD      | 49 574  | 38.50 | Alcaldesa |
| 2024 | Municipales           | Viña del Mar | Contigo Chile Mejor | FA      | 114 147 | 51.63 | Alcaldesa |